# Martinus Kriens
Martinus Christiaan Everardus Kriens (Nederland, Amsterdam, 27 februari 1880 – Frankrijk, Frise, 13 december 1914) was een Nederlands musicus.
Hij was zoon van Christiaan Pieter Willem Kriens en Elisabeth Jacoba Fuchs. Vader was in het seizoen 1879-1880 als klarinettist verbonden aan het Paleisorkest. Hijzelf was getrouwd met een Française.
Hij kreeg zijn opleiding van zijn vader, Jan van der Eyken en de Haagse Muziekschool. Docenten waren Carolus Detmar Oberstad en Henri Viotta. Hij werd altist in een orkest in Boulogne-sur-Mer, mocht invallen als dirigent en kon vervolgens aan de slag in Bergen in België (1900). In dat jaar speelde het orkest van zijn vader een door hem geschreven symfonie. In 1901 vertrok hij voor vijf maanden met een operagezelschap naar Madagaskar en vervolgens naar Egypte en Algerije. Hij sloot zich in 1903 aan bij een operagezelschap dat de Verenigde Staten aandeed; zo leidde hij het gezelschap in New Orleans. Hij kwam terug naar Nederland, vestigde zich in Haarlem, maar vertrok in 1906 naar New York. Na zijn eerder genoemde huwelijk vestigde zich in Parijs en werd ook daar dirigent en repetitor. Nog in 1912 won hij als lid van de Societé des Compositeurs met een loflied op de luchtvaart een derde prijs in een compositiewedstrijd. Het zag er even naar uit dat de opera in Parijs een door hem gecomponeerd werk op de planken zou brengen. Toen de Eerste Wereldoorlog uitbrak streed hij als tot Fransman genaturaliseerd mee als vrijwilliger in het Vreemdelingenlegioen en sneuvelde in de loopgraven bij Frise. Hij werd in 1922 onderscheiden met het Oorlogskruis, aldus Journal officiel van 16 mei 1922.